# Albaniens ekonomi

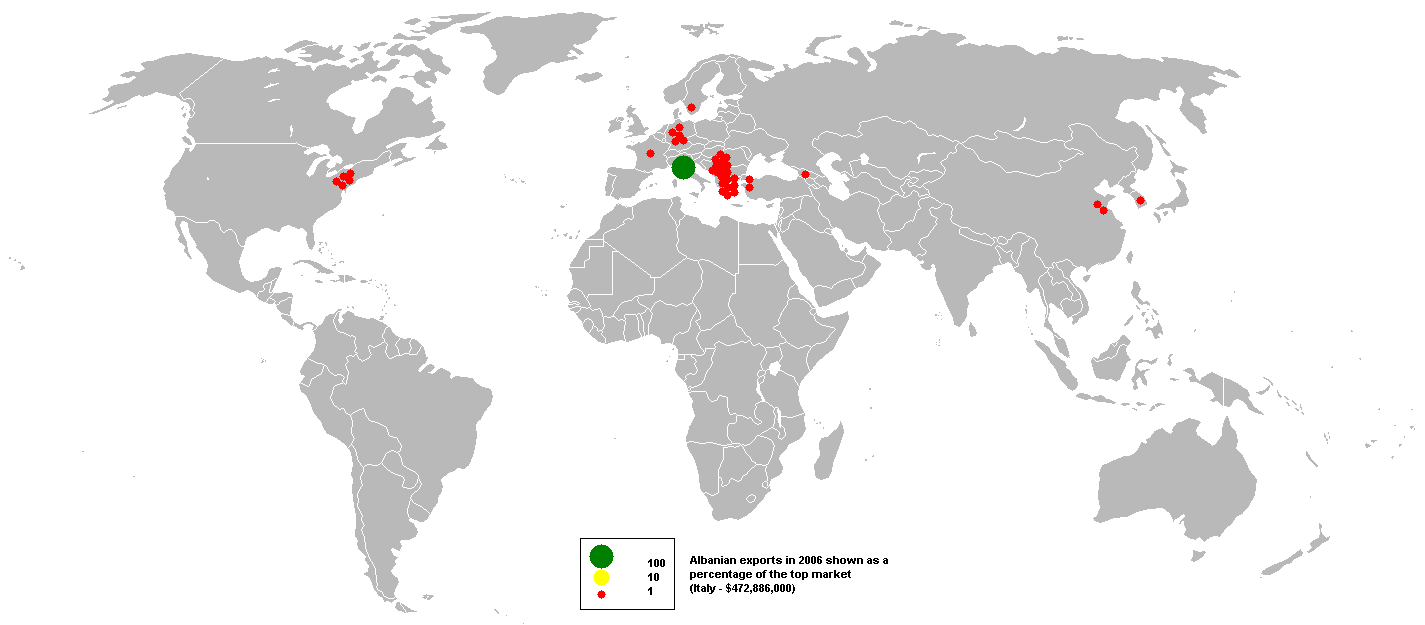
Albaniens export 2006. Beroendet av Italien som handelspartner är tydligt.

Albaniens ekonomi är (år 2005) omodern och mätt med europeiska mått är landet synnerligen fattigt. Detta tillsammans med svårigheterna att ställa om till en öppnare marknadsekonomi har lett till att många albaner emigrerat till Västeuropa under senare år. Hälften av befolkningen är lantbrukare och en femtedel av befolkningen arbetar utanför landets gränser. Albanien har en hög arbetslöshet, utbredd korruption på alla nivåer och utbredd organiserad kriminalitet. Albanien mottar stöd från utlandet, främst från Grekland och Italien.

## Utrikeshandel
Albanien har en blygsam export av mineralolja, asfalt, krommalm och tobak. Exporten uppskattades 2007 av CIA World Factbook till 1 miljard dollar. Italien tar emot merparten av den albanska exporten (68 %). Albanien importerar betydligt mer för att klara sina behov, för 3,4 miljarder dollar 2007. Mest från Italien (32 %) och Grekland (17 %).

## 1990-talet
Den demokratiskt valda regeringen, som tillträdde i april 1992, lanserade ett ambitiöst ekonomiskt reformprogram för att få stopp på den ekonomiska nedgången och sätta landet på en väg mot marknadsekonomi. Nyckelfaktorer var en liberalisering av pris- och varuutbytessystem, konsolidering av statsinkomsterna, återhållsam valutapolitik och en fast inkomstpolitik. De kompletterades av ett obligatoriskt paket av strukturreformer, vilka inkluderade privatisering, entreprenörskap, reformering av finanssektorn och skapande av ett ramverk av lagar för marknadsekonomi och aktivering av den privata sektorn. De flesta priserna släpptes fria och är nu på eller nära internationell nivå. Större delen av jordbruket, bostadsbranschen och småindustrin privatiserades. Framgångarna fortsatte med privatiseringen av transport-, tjänste- och små och medelstora företag. 1995 började regeringen att privatisera även större statliga företag.
Resultaten av Albaniens ansträngningar var till en början uppmuntrande. Med jordbruket i täten växte BNP med beräknade 11 procent under 1993, 8 procent 1994 och mer än 8 procent under 1995 och med huvuddelen av tillväxten inom privat sektor. Den årliga inflationen sjönk från 25 procent under 1991 till ensiffriga tal. Den albanska valutan, leken, stabiliserades. Albanien blev mindre beroende av matstöd. Hastighet och kraft i responsen till Albaniens liberalisering hos de privata entreprenörerna var större än väntat. Med början 1995 stagnerade emellertid utvecklingen med en marginell tillväxt under 1996 och en 9-procentig tillbakagång under 1997. En försvagning av regeringsprogrammet för att vidmakthålla stabiliseringspolitiken bidrog under valåret 1996 till förnyat inflationstryck, vilket underblåstes av ett budgetunderskott med drygt 12 procent. Inflationen närmade sig 20 procent 1996 och hela 50 procent under 1997. Det finansiella systemets kollaps i början av 1997 – det som tidigare hade gjort insättningar av medel i bank attraktiva för en väsentlig del av landets befolkning, ledde nu till allvarlig oro, som hade till följd mer än 1 500 omkomna, omfattande förstörelse och en nedgång av BNP med 8 procent. Leken förlorade till att börja med upp till hälften av sitt värde under krisen 1997 innan den i januari 1998 återtog sin nivå gentemot dollarn. Den nya regering som tillträdde i juli 1997 har vidtagit kraftiga åtgärder för att återupprätta allmän ordning och återuppliva ekonomisk aktivitet och handel.
Huvuddelen av det albanska jordbruket privatiserades 1992, vilket väsentligt har ökat inkomsterna hos bondebefolkningen. 1998 återtog landet sitt 8-procentiga fall av BNP från 1997 och den steg igen med 7 procent 1999. Internationellt stöd har hjälpt till att klara av de dryga kostnader som följer av att ta emot och återsända flyktingar som kommit i samband med Kosovokonflikten. Storskaliga investeringsprojekt från utlandet försvåras av den bristfälliga infrastrukturen, bristen på ett fullt fungerande bankväsende, oprövade eller ofullständigt utvecklade investeringar, skatter, avtalslagar och en bestående mentalitet som inte uppmuntrar till byråkratiska initiativ.

## Strukturanpassningsprogram
Albanien utsätts f.n. av en intensiv makroekonomisk omstrukturering av Internationella valutafonden och Världsbanken. Behovet av reformer är djupt och omfattar alla sektorer av ekonomin. Reformer inskränks emellertid av begränsad kapacitet hos administrationen och låga inkomstnivåer, något som gör befolkningen särskilt sårbar för arbetslöshet, prisvariationer och andra faktorer, som negativt påverkar inkomsterna. Ekonomin fortsätter att stöttas av bidrag från de 20 procent av arbetskraften, som arbetar utomlands, framför allt i Italien och Grekland. Dessa överföringar av valuta fyller ut BNP och bidrar till att minska underskottet i bytesbalansen.

## Naturresurser
Albanien är ett litet land men med betydande naturtillgångar. I den sydvästra delen av landet finns det en rik mängd olja och naturgas. Den nordöstra delen av landet är rikt på metalliska mineraler såsom krom, koppar och järnnickel. Det finns stora fyndigheter av brunkol nära huvudstaden Tirana. Naturlig asfalt utvinns i Selenica.
Albanien är också rikt på floder och åar med stark potential för vattenkraft. De har utnyttjats rätt effektivt, vilket gjort landet till en exportör av energi. Ett antal stora vattenkraftverk har byggts, huvudsakligen på floden Drini, och mer än hälften av landets odlingsbara jord har bevattnats, mestadels från konstgjorda reservoarer som har satts upp uppströms ifrån dammarna.
Albanien har stora möjligheter när det gäller att utöka sin produktion av metaller och mineraler genom utländska direktinvesteringar under förutsättningen att ekonomin stabiliseras samt att infrastrukturen förbättras.

## Byggindustri
Även dock att Albanien är tekniskt sätt underutvecklad, expanderade byggindustrin mycket hastigt vid mitten på 1990-talet och är i dagens postkommunistiska albanska samhället den näst största näringen. Kontinuerligt elavbrott är dock ett gissel för byggindustrin. Även den långsamma administrativa processen för beviljande av byggtillstånd och den ojusta konkurrensen från den svarta marknaden är en nackdel som hämmat utvecklingen inom byggbranschen. För närvarande finns det cirka ett tusen verksamma byggföretag i Albanien. Den albanska byggindustrin med en kapacitet att årligen bygga 14,000 bostäder är, trots komplikationerna, en av de mest dynamiska sektorerna i landet.